# Байу-Пьер
Байу-Пьер (фр. Bayou Pierre, англ. Bayou Pierre) — река на западе штата Миссисипи в США; левый приток реки Миссисипи.
Река тесно связано с историей освоения штата, в особенности с историей Юга США.
Длина реки около 100 километров. Байу-Пьер берёт начало на холмистой равнине на западе штата, поросшей густым лесом, для которого характерно смешение тропических (лианы, жестколистные растения) и умеренной флоры. Далее река течёт в западном направлении в долине сложенной из аллювиальных наносов, краснозёма, глинозёма и лёсса. Берега местами обрывисты, неустойчивы.
В районе пересечения реки с древней индейской дорогой (так называемой Натчез-Трейс) существовал древний брод, который некоторое время служил границей между европейскими и индейскими территориями. Недалеко от него сохранились остатки древнего кладбища первых семей белых англоязычных европейцев, впервые поселившихся в долине реки и основавших первые рабовладельческие плантации (хлопчатника), которые возделывались с интенсивным применением труда негров-рабов, потомки которых — афроамериканцы — составляют большинство населения бассейна реки сегодня, в том числе крупнейшего посёлка на реке — Порт-Гибсона (основан в конце XVIII века, округ Клейборн).
В долине реки располагаются сельскохозяйственные, охотничью угодья. Уровень воды неустойчив, часты половодья, вода мутна. В переводе с французского название реки означает затока Пьера.